# Hadromys loujacobsi
Hadromys loujacobsi is een fossiel knaagdier uit het geslacht Hadromys dat gevonden is in de Pabbi-heuvels op het Potwar-plateau in de Pakistaanse provincie Punjab. Er zijn drie kiezen van bekend (twee eerste kiezen en één tweede), die uit het Vroeg-Pleistoceen stammen. De soort is benoemd naar Dr. Louis Jacobs, die de fossielen van het Potwar-plateau zeer veel heeft bestudeerd.
Ondanks dat er maar zo weinig van dit dier bekend is, zijn er toch een aantal verschillen met de levende soort H. humei uit Noordoost-India. De kiezen zijn groter, de knobbels op de kiezen staan wat meer in nette rijtjes, de knobbel t9 op de kiezen is duidelijker en groter, en de eerste kies heeft minder wortels. Omdat enkele van deze kenmerken bij H. loujacobsi minder primitief zijn dan bij H. humei, kan H. loujabobsi niet worden gezien als voorouder van H. humei.
Hadromys humei · Hadromys loujacobsi† · Hadromys yunnanensis